# Danh sách cầu thủ tham dự cúp bóng đá châu Đại Dương 2004
Cúp bóng đá châu Đại Dương 2004 là một giải thi đấu bóng đá quốc tế tổ chức ở Adelaide, Úc từ 29 tháng 5 đến 6 tháng 6 năm 2004 (với trận chung kết 2 lượt diễn ra ngày 9 và 12 tháng 10 năm 2004). 6 đội bóng tham gia phải đăng ký cầu thủ; chỉ những cầu thủ được tham gia giải đấu. Vòng đầu tiên gồm 4 đội diễn ra ở Samoa và Quần đảo Solomon từ ngày 10 đến ngày 19 tháng 5 năm 2004 giúp top 4, Fiji, Quần đảo Solomon, Tahiti và Vanuatu, tiếp tục gia nhập với Úc và New Zealand ở giải đấu chính thứcc.
Các cầu thủ đánh dấu (c) là đội trưởng của đội tuyển quốc gia đó. Đội bóng và tuổi của cầu thủ tính đến 29 tháng 5 năm 2004 – ngày giải đấu bắt đầu.

## Danh sách

### Úc
Huấn luyện viên: Frank Farina
| Số | Vt | Cầu thủ            | Ngày sinh (tuổi)            | Số trận | Câu lạc bộ          |
| -- | -- | ------------------ | --------------------------- | ------- | ------------------- |
| 1  | TM | Mark Schwarzer     | 6 tháng 10, 1972 (31 tuổi)  |         | Middlesbrough       |
| 2  | HV | Jade North         | 7 tháng 1, 1982 (22 tuổi)   |         | Perth Glory         |
| 3  | HV | Stephen Laybutt    | 3 tháng 9, 1977 (26 tuổi)   |         | Excelsior Mouscron  |
| 4  | HV | Simon Colosimo     | 8 tháng 1, 1979 (25 tuổi)   |         | Parramatta Power    |
| 5  | HV | Tony Vidmar (c)    | 4 tháng 7, 1970 (33 tuổi)   |         | Cardiff City        |
| 6  | TV | Scott Chipperfield | 30 tháng 12, 1975 (28 tuổi) |         | Basel               |
| 7  | TV | Brett Emerton      | 22 tháng 2, 1979 (25 tuổi)  |         | Blackburn Rovers    |
| 8  | TV | Josip Skoko        | 10 tháng 12, 1975 (28 tuổi) |         | Gençlerbirliği      |
| 9  | TĐ | John Aloisi        | 5 tháng 2, 1976 (28 tuổi)   |         | Osasuna             |
| 10 | TV | Tim Cahill         | 6 tháng 12, 1979 (24 tuổi)  |         | Millwall            |
| 11 | TV | Stan Lazaridis     | 16 tháng 8, 1973 (30 tuổi)  |         | Birmingham City     |
| 12 | TĐ | Alex Brosque       | 12 tháng 10, 1983 (20 tuổi) |         | Westerlo            |
| 13 | TV | Vince Grella       | 5 tháng 10, 1979 (24 tuổi)  |         | Empoli              |
| 14 | HV | Patrick Kisnorbo   | 24 tháng 3, 1981 (23 tuổi)  |         | Heart of Midlothian |
| 15 | TĐ | Mile Sterjovski    | 27 tháng 5, 1979 (25 tuổi)  |         | Lille               |
| 16 | HV | David Tarka        | 11 tháng 2, 1983 (21 tuổi)  |         | Nottingham Forest   |
| 17 | TĐ | David Zdrilic      | 13 tháng 4, 1974 (30 tuổi)  |         | Aberdeen            |
| 18 | TM | Zeljko Kalac       | 16 tháng 12, 1972 (31 tuổi) |         | Perugia             |
| 19 | TĐ | Max Vieri          | 1 tháng 9, 1978 (25 tuổi)   |         | Napoli              |
| 20 | HV | Adrian Madaschi    | 11 tháng 7, 1982 (21 tuổi)  |         | Partick Thistle     |
| 21 | TV | Ahmad Elrich       | 30 tháng 5, 1981 (22 tuổi)  |         | Parramatta Power    |
| 22 | TM | Brad Jones         | 19 tháng 3, 1982 (22 tuổi)  |         | Middlesbrough       |
| 23 | TV | Mark Bresciano     | 11 tháng 2, 1980 (24 tuổi)  |         | Parma               |

### Fiji
Huấn luyện viên:  Tony Buesnel
| Số | Vt | Cầu thủ           | Ngày sinh (tuổi)            | Số trận | Câu lạc bộ       |
| -- | -- | ----------------- | --------------------------- | ------- | ---------------- |
| 1  | TM | Simione Tamanisau | 5 tháng 6, 1982 (21 tuổi)   |         | Rewa             |
| 2  | HV | Lorima Dau        | 29 tháng 7, 1983 (20 tuổi)  |         | Rewa             |
| 3  | HV | Nikola Raoma      | 3 tháng 2, 1977 (27 tuổi)   |         | Mangere United   |
| 4  | TV | Alvin Avinesh     | 6 tháng 4, 1982 (22 tuổi)   |         | Lautoka          |
| 5  | HV | Emosi Baleinuku   | 2 tháng 4, 1975 (29 tuổi)   |         | Rewa             |
| 6  | HV | Jone Vesikula     | 30 tháng 4, 1986 (18 tuổi)  |         | Ba               |
| 7  | TV | Stephen Morrell   | 27 tháng 5, 1981 (23 tuổi)  |         | Leighton Town    |
| 8  | HV | Malakai Kainihewe | 28 tháng 7, 1977 (26 tuổi)  |         | Ba               |
| 9  | TĐ | Thomas Vulivuli   | 24 tháng 5, 1981 (23 tuổi)  |         | Suva             |
| 10 | TV | Veresa Toma       | 26 tháng 8, 1981 (22 tuổi)  |         | Bentleigh Greens |
| 11 | TĐ | Pita Rabo         | 30 tháng 7, 1977 (26 tuổi)  |         | Rewa             |
| 12 | TĐ | Esala Masi (c)    | 9 tháng 3, 1974 (30 tuổi)   |         | Newcastle Jets   |
| 13 | HV | Taniela Waqa      | 22 tháng 6, 1983 (20 tuổi)  |         | Lautoka          |
| 14 | TĐ | Lagi Dyer         | 16 tháng 4, 1972 (32 tuổi)  |         | Rewa             |
| 15 | TV | Shalesh Kumar     | 28 tháng 7, 1981 (22 tuổi)  |         | Ba               |
| 16 | HV | Viliame Toma      | 22 tháng 1, 1979 (25 tuổi)  |         | Nadi             |
| 17 | TV | Seveci Rokotakala | 29 tháng 5, 1978 (26 tuổi)  |         | Lautoka          |
| 18 | TV | Laisiasa Gataurua | 25 tháng 11, 1981 (22 tuổi) |         | Suva             |
| 19 | TV | Ovini Duguca      | 27 tháng 7, 1978 (25 tuổi)  |         | Nokia Eagles     |
| 21 | HV | Pene Erenio       | 20 tháng 1, 1981 (23 tuổi)  |         | Rewa             |
| 22 | TM | Waisake Sabutu    | 20 tháng 1, 1981 (23 tuổi)  |         | Rewa             |
| 23 | TM | Laisenia Tuba     | 13 tháng 8, 1978 (25 tuổi)  |         | Ba               |

### New Zealand
Huấn luyện viên:  Mick Waitt
| Số | Vt | Cầu thủ         | Ngày sinh (tuổi)            | Số trận | Câu lạc bộ               |
| -- | -- | --------------- | --------------------------- | ------- | ------------------------ |
| 1  | TM | Mark Paston     | 13 tháng 12, 1976 (27 tuổi) |         | Bradford City            |
| 2  | HV | Duncan Oughton  | 14 tháng 6, 1977 (26 tuổi)  |         | Columbus Crew            |
| 3  | HV | David Mulligan  | 24 tháng 3, 1982 (22 tuổi)  |         | Doncaster Rovers         |
| 4  | HV | Steven Old      | 17 tháng 2, 1986 (18 tuổi)  |         | St. John's Red Storm     |
| 5  | HV | Che Bunce       | 29 tháng 8, 1975 (28 tuổi)  |         | Randers                  |
| 6  | HV | Tony Lochhead   | 12 tháng 1, 1982 (22 tuổi)  |         | UC Santa Barbara Gauchos |
| 7  | HV | Ivan Vicelich   | 3 tháng 9, 1976 (27 tuổi)   |         | Roda JC                  |
| 8  | TV | Aaran Lines     | 21 tháng 12, 1976 (27 tuổi) |         | Arka Gdynia              |
| 9  | TĐ | Noah Hickey     | 9 tháng 6, 1978 (25 tuổi)   |         | Football Kingz           |
| 10 | TV | Tim Brown       | 6 tháng 3, 1981 (23 tuổi)   |         | Cincinnati Bearcats      |
| 11 | TĐ | Leo Bertos      | 20 tháng 12, 1981 (22 tuổi) |         | Rochdale                 |
| 12 | TV | Simon Elliott   | 10 tháng 6, 1974 (29 tuổi)  |         | Columbus Crew            |
| 13 | TĐ | Brent Fisher    | 6 tháng 7, 1983 (20 tuổi)   |         | Northern Spirit          |
| 14 | HV | Ryan Nelsen (c) | 18 tháng 10, 1977 (26 tuổi) |         | D.C. United              |
| 15 | HV | Michael Wilson  | 25 tháng 11, 1980 (23 tuổi) |         | Minnesota Thunder        |
| 16 | TĐ | Vaughan Coveny  | 13 tháng 12, 1971 (32 tuổi) |         | South Melbourne          |
| 17 | TV | Raf de Gregorio | 20 tháng 5, 1977 (27 tuổi)  |         | HJK Helsinki             |
| 18 | TĐ | Shane Smeltz    | 29 tháng 9, 1981 (22 tuổi)  |         | Adelaide United          |
| 19 | HV | Neil Jones      | 16 tháng 2, 1982 (22 tuổi)  |         | UC Santa Barbara Gauchos |
| 20 | HV | Gerard Davis    | 25 tháng 9, 1977 (26 tuổi)  |         | Western Suburbs          |
| 21 | HV | Rupesh Puna     | 19 tháng 4, 1981 (23 tuổi)  |         | Caversham                |
| 22 | TM | Glen Moss       | 19 tháng 1, 1983 (21 tuổi)  |         | Sydney Olympic           |
| 23 | TM | Tamati Williams | 19 tháng 1, 1984 (20 tuổi)  |         | Football Kingz           |

### Quần đảo Solomon
Huấn luyện viên:  Alan Gillett
| Số | Vt | Cầu thủ            | Ngày sinh (tuổi)            | Số trận | Câu lạc bộ            |
| -- | -- | ------------------ | --------------------------- | ------- | --------------------- |
| 1  | TM | Felix Ray Jr.      | 12 tháng 9, 1983 (20 tuổi)  |         | Naha                  |
| 2  | HV | Leslie Leo         | 2 tháng 8, 1976 (27 tuổi)   |         | Lauga                 |
| 3  | HV | Marlon Houkarawa   | 23 tháng 4, 1976 (28 tuổi)  |         | Koloale               |
| 4  | HV | Martin Ruhasia     | 24 tháng 11, 1977 (26 tuổi) |         | Systek Kingz          |
| 5  | HV | Phillip Boe        | 4 tháng 3, 1982 (22 tuổi)   |         | Koloale               |
| 6  | HV | Nelson Sale Kilifa | 7 tháng 10, 1986 (17 tuổi)  |         | Lauga                 |
| 7  | TV | Alick Maemae       | 10 tháng 12, 1985 (18 tuổi) |         | Koloale               |
| 8  | TĐ | Joel Konofilia     | 7 tháng 1, 1977 (27 tuổi)   |         | Brisbane Wolves       |
| 9  | TV | George Aba         | 4 tháng 3, 1984 (20 tuổi)   |         | JP Su'uria            |
| 10 | TĐ | Batram Suri (c)    | 2 tháng 11, 1971 (32 tuổi)  |         | JP Su'uria            |
| 11 | TĐ | Commins Menapi     | 18 tháng 9, 1977 (26 tuổi)  |         | JP Su'uria            |
| 12 | TV | Francis Wasi       | 11 tháng 12, 1976 (27 tuổi) |         | Fairwest              |
| 13 | TV | George Lui         | 21 tháng 12, 1981 (22 tuổi) |         | JP Su'uria            |
| 14 | TV | Jack Samani        | 7 tháng 5, 1979 (25 tuổi)   |         | Brisbane Wolves       |
| 15 | TV | Moses Toata        | 10 tháng 10, 1975 (28 tuổi) |         | Fairwest              |
| 16 | TV | Stanley Waita      | 10 tháng 10, 1979 (24 tuổi) |         | Naha                  |
| 17 | HV | Gideon Omokirio    | 12 tháng 10, 1976 (27 tuổi) |         | Fairwest              |
| 18 | TĐ | Henry Fa'arodo     | 5 tháng 10, 1982 (21 tuổi)  |         | Melbourne Knights     |
| 19 | TV | Paul Kakai         | 26 tháng 9, 1977 (26 tuổi)  |         | Lauga                 |
| 20 | TM | Severino Aefi      | 15 tháng 10, 1970 (33 tuổi) |         | Las United            |
| 21 | HV | George Suri        | 16 tháng 7, 1982 (21 tuổi)  |         | East Coast Bays       |
| 22 | TM | Francis Aruwafu    | 9 tháng 3, 1975 (29 tuổi)   |         | East Harbour Strikers |

### Tahiti
Huấn luyện viên: Gérard Kautai
| Số | Vt | Cầu thủ           | Ngày sinh (tuổi)            | Số trận | Câu lạc bộ       |
| -- | -- | ----------------- | --------------------------- | ------- | ---------------- |
| 1  | TM | Gabriel Wajoka    | 6 tháng 9, 1977 (26 tuổi)   |         | AS Dragon        |
| 2  | HV | Angelo Tchen      | 8 tháng 3, 1982 (22 tuổi)   |         | AS Tefana        |
| 3  | HV | Pierre Kugogne    | 3 tháng 7, 1979 (24 tuổi)   |         | AS Pirae         |
| 4  | HV | Iodide Kautai     | 1 tháng 1, 1983 (21 tuổi)   |         | AS Pirae         |
| 5  | HV | Jean-Yves Li Waut | 2 tháng 7, 1978 (25 tuổi)   |         | AS Manu-Ura      |
| 6  | HV | Harry Tong Sang   | 12 tháng 9, 1982 (21 tuổi)  |         | AS Dragon        |
| 7  | HV | Samuel Garcia (c) | 2 tháng 10, 1975 (28 tuổi)  |         | AS Vénus         |
| 8  | TV | Billy Mataitai    | 20 tháng 7, 1983 (20 tuổi)  |         | AS Manu-Ura      |
| 9  | TĐ | Gabriel Wajoka    | 7 tháng 11, 1977 (26 tuổi)  |         | AS PTT           |
| 10 | TĐ | Axel Temataua     | 29 tháng 8, 1980 (23 tuổi)  |         | AS Manu-Ura      |
| 11 | HV | Taufa Neuffer     | 30 tháng 8, 1978 (25 tuổi)  |         | AS Tefana        |
| 12 | TV | Farahia Teuiria   | 29 tháng 8, 1972 (31 tuổi)  |         | AS Vaiete        |
| 13 | HV | Vincent Simon     | 28 tháng 9, 1983 (20 tuổi)  |         | AS Pirae         |
| 14 | TĐ | Rino Moretta      | 20 tháng 12, 1983 (20 tuổi) |         | AS Tefana        |
| 15 | TV | Larry Marmouyet   | 26 tháng 11, 1980 (23 tuổi) |         | AS Tefana        |
| 16 | TĐ | Félix Tagawa      | 23 tháng 3, 1976 (28 tuổi)  |         | AS Dragon        |
| 17 | TĐ | Hiro Labaste      | 5 tháng 1, 1973 (31 tuổi)   |         | AS Tamarii Faa'a |
| 18 | TĐ | Georges Pitoeff   | 15 tháng 10, 1979 (24 tuổi) |         | AS Vénus         |
| 19 | TM | Daniel Tapeta     | 25 tháng 10, 1974 (29 tuổi) |         | AS Manu-Ura      |
| 20 | TM | Xavier Samin      | 1 tháng 1, 1978 (26 tuổi)   |         | AS Tefana        |

### Vanuatu
Huấn luyện viên:  Juan Carlos Buzzetti
| Số | Vt | Cầu thủ             | Ngày sinh (tuổi)            | Số trận | Câu lạc bộ       |
| -- | -- | ------------------- | --------------------------- | ------- | ---------------- |
| 1  | TM | David Chilia (c)    | 10 tháng 6, 1978 (25 tuổi)  |         | Tupuji Imere     |
| 2  | HV | Geoffrey Gete       | 3 tháng 8, 1986 (17 tuổi)   |         | Sia-Raga         |
| 3  | HV | Manley Tabe         | 1 tháng 6, 1981 (22 tuổi)   |         | Shepherds United |
| 4  | HV | Lexa Bibi           | 16 tháng 4, 1978 (26 tuổi)  |         | Sia-Raga         |
| 5  | HV | Wilkins Lauru       | 30 tháng 1, 1972 (32 tuổi)  |         | Shepherds United |
| 6  | HV | Graham Demas        | 25 tháng 10, 1980 (23 tuổi) |         | Tafea            |
| 7  | HV | Fedy Vava           | 25 tháng 11, 1982 (21 tuổi) |         | Amicale          |
| 8  | TV | Turei Iautu         | 22 tháng 5, 1979 (25 tuổi)  |         | Tafea            |
| 9  | TV | Seimata Chilia      | 2 tháng 8, 1978 (25 tuổi)   |         | Tupuji Imere     |
| 10 | TĐ | Etienne Mermer      | 26 tháng 1, 1977 (27 tuổi)  |         | Mitchelton       |
| 11 | TV | Moise Poida         | 2 tháng 4, 1978 (26 tuổi)   |         | Tafea            |
| 12 | TĐ | Lorry Thompsen      | 2 tháng 11, 1984 (19 tuổi)  |         | Shepherds United |
| 13 | TĐ | Richard Iwai        | 15 tháng 3, 1979 (25 tuổi)  |         | Mitchelton       |
| 14 | TV | Pita Maki           | 12 tháng 10, 1982 (21 tuổi) |         | Yatel            |
| 15 | HV | Daniel Alick        | 30 tháng 7, 1982 (21 tuổi)  |         | Shepherds United |
| 16 | TV | Alphonse Qorig      | 7 tháng 7, 1981 (22 tuổi)   |         | Shepherds United |
| 17 | TĐ | Jean Maleb          | 7 tháng 7, 1986 (17 tuổi)   |         | Shepherds United |
| 18 | TV | Gérard Maki Haitong | 6 tháng 7, 1978 (25 tuổi)   |         | Amicale          |
| 19 | HV | Roger Joe           | 21 tháng 1, 1986 (18 tuổi)  |         | Shepherds United |
| 20 | TM | Charley Kalsanei    | 7 tháng 3, 1986 (18 tuổi)   |         | Shepherds United |
| 21 | HV | Tom Manses          | 9 tháng 11, 1978 (25 tuổi)  |         | Tafea            |

## Đại diện cầu thủ

### Theo quốc gia của câu lạc bộ
| Cầu thủ | Câu lạc bộ                                                     |
| ------- | -------------------------------------------------------------- |
| 20      | Tahiti                                                         |
| 19      | Quần đảo Solomon, Vanuatu                                      |
| 18      | Fiji                                                           |
| 16      | Úc                                                             |
| 11      | Anh                                                            |
| 8       | Hoa Kỳ                                                         |
| 4       | Italy                                                          |
| 3       | New Zealand, Scotland                                          |
| 2       | Belgium                                                        |
| 1       | Denmark, Finland, Pháp, Hà Lan, Poland, Spain, Thụy Sĩ, Turkey |

Quốc gia in nghiêng không được đại diện bởi đội tuyển quốc gia trong vòng chung kết.

### Theo đại diện giải quốc nội
| Đội tuyển quốc gia | Số lượng |
| ------------------ | -------- |
| Úc                 | 3        |
| Fiji               | 18       |
| New Zealand        | 2        |
| Quần đảo Solomon   | 19       |
| Tahiti             | 20       |
| Vanuatu            | 19       |